# アーサー・ロイド

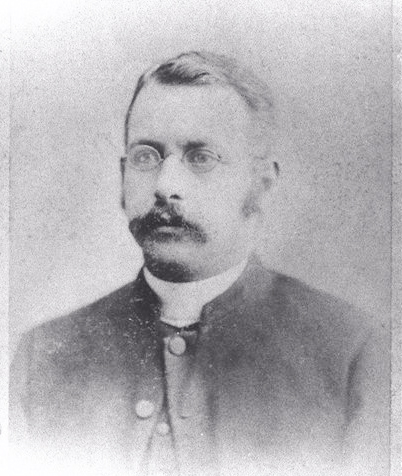
アーサー・ロイド

アーサー・ロイド（Arthur Lloyd, 1852年4月10日 - 1911年10月27日）は、聖公会の宣教師、教育者、翻訳家、仏教研究者。立教学院の総理、立教専修学校校長、東京英語専修学校校長、立教大学・慶應義塾大学・東京帝国大学の英文学教授を務めた。苦学生の自活のために築地に活版印刷所を設立するなど、学生たちへの支援活動も行った。

## 人物・経歴
1852年、親の仕事の関係で、インドのシムラーに生まれる。1870年1月からケンブリッジ大学のセント・ジョンズ・カレッジで3学期間を過ごして、その後ピーターハウスに所属。ケンブリッジ大学を卒業し、ドイツに留学してチュービンゲン大学でサンスクリット語を学ぶ。その後、イギリスで教師と牧師をする。
1884年（明治17年）に聖公会の宣教師として来日し、福沢諭吉の家で家庭教師をする。その後、慶應義塾（現在の慶應義塾大学）で教える。福澤諭吉から慶應義塾の教員のなかで唯一真の学者と当初から認められていたロイドは、ウォルター・デニングの後任として同校で11年にわたり（1885年2月-1890年7月、1893年9月-1898年、1904年）教鞭をとった。ロイドは慶應義塾の英語教育の全てを統括する英語学部長に就任している。慶應義塾のほか商船学校（現・東京海洋大学）で英語を教えるかたわら、福沢諭吉はロイドに三田キャンパス内の西洋館を与えるなど厚遇し、三田の慶應義塾敷地内で喜望教会（希望教会）を創設した。
1884年（明治17年）9月から、島田弟丸（乙亥学社／立教大学の姉妹校校主、後の日本聖公会司祭）にドイツ語、フランス語を教える。
聖十字教会主でもあったロイドは、苦学しながら伝道活動を行っていた吉田栄右の才能を見込んで、1894年（明治27年）に吉田をケンブリッジ大学への留学に送り出している。
一時イギリスに帰国した後、再来日して、ジョン・マキムに請われて、米国聖公会が経営する立教学院で1897年（明治30年）11月から1903年（明治36年）3月まで5年半にわたり学校を統括する総理を務めた。現在の立教大学に続く各校の校長も務め、1897年（明治30年）11月には立教専修学校の校長に就任し、1900年（明治33年）9月からは東京英語専修学校の校長も務めた。この間ロイドは、政府認可校において宗教教育を禁じる1899年（明治32年）の文部省訓令12号問題に対し、間接的であれ学内で一定のキリスト教教育が可能であれば訓令を順守するという方針で乗り切った。その結果、認可校として存続した立教は、上級学校への進学資格や徴兵猶予の特典を維持することができた。
それと同時に、ロイドは立教における一般教育を強化する教育方針をとり、旧制立教中学校（現・立教池袋中・高、立教新座中・高）を、訓令発布1年後の旧制高等学校入学試験で受験者（11人）全員が合格した唯一の学校に成長させた。受験生の半分以上が合格した学校はほかになく、これは全国で最上位の成績であった。
東京高等商業学校（現・一橋大学）、東京専門学校（現・早稲田大学）、海軍医学校、海軍兵学校でも教鞭を執った。1903年（明治36年）3月に立教学院総理を辞任した後、同年4月から小泉八雲の後任として、東京帝国大学英文学科（現・東京大学英文科）で夏目漱石、上田敏とともに英文学を教えた。
1911年（明治44年）、東京で死去。聖アンデレ教会で葬儀が行われ、教育界や宗教界から総勢300余人が参列して哀悼し、青山霊園に埋葬された。

## 英訳および仏教研究
ロイドは、尾崎紅葉の『金色夜叉』、徳富蘆花の『自然と人生』などの英訳書の刊行に加えて、仏教の研究も進め、一連の仏教研究書を刊行した。第二次世界大戦後の1956年においてもロイドの仏教研究書は必読書とされた。また、日本アジア協会発行『紀要』（Transactions of the Asiatic Society of Japan）への論稿や、日本関連の著作も多く公刊した学者としても知られた。

## 活版印刷所の設立
1900年（明治33年）には、ロイドが私費を投じて苦学生の自活のために築地で活版印刷所である『立教学院活版部』（Rikkyo Gakuin Press）を設立する。
1903年（明治36年）には、この印刷所から立教生の岡本鶴松が、ハリー・ポッターシリーズに影響を与えたトマス・ヒューズの『トム・ブラウンの学校生活』の訳書を『英国学校生活』として出版した。発行は鶴松の号から名付けた九皐社で、本訳書の序文を立教学院総理であったヘンリー・タッカーが寄稿した。この作品はヒューズが在学した聖公会のラグビースクールを舞台としており、イギリスとアメリカで大人気の作品であったが、日本でも明治時代の高校生に最も人気のある英語圏生まれの教科書となった。
1905年（明治38年）には、この出版所から米国人医師ウィリス・ホイットニー（チャニング・ウィリアムズや勝海舟と親交が深かったウィリアム・コグスウェル・ホイットニーの長男）の『Notes on the History of Medical Progress in Japan』の単行本が発刊されるなど、医学関連書籍の流通も進められた。同書の巻頭には、立教大学の築地キャンパスの立教大学校校舎、主教館、聖三一大聖堂、ガーディナー邸などがあった同じ地（現・聖路加国際病院）で「解体新書」を著した杉田玄白の姿が描かれ、日本医学の進歩の歴史が綴られている。

## 主な英訳
- 『金色夜叉』
- 『自然と人生／徳冨蘆花 原著』アーサー・ロイド、ボン・ファロット、小野秀太郎 訳 1913年
- 『孝女白菊の歌』